# 三星Galaxy Tab 10.1
Samsung Galaxy Tab 10.1是韓國三星電子在2011年推出的平板電腦，除了是平板電腦系列Galaxy Tab的頂級產品外，其10.1吋的螢幕規格使其成為整個三星行動產品系列——Galaxy家族中螢幕尺寸最大的機種。三星在2013年3月時於北美市場推出Galaxy Tab 10.1的後繼機種，命名為Samsung Galaxy Tab 2 10.1。

## 規格
Galaxy Tab 10.1的主要產品規格如下：
- 螢幕：10.1" Super PLS 1280 x 800
- 處理器：nVIDIA Tegra 2 1GHz（雙核心）
- 相機：（後）310萬畫素；（前）200萬畫素
- 重量：565 公克
- 厚度：0.86 公分
- 産地：韓國

## 爭議
三星電子與美國蘋果公司在2011年發生官司纏訟。蘋果分別在德國、荷蘭、日本、美國、澳洲及南韓控告三星電子之Galaxy Tab 10.1等產品抄襲iPad2等蘋果公司旗艦商品，爾後三星敗訴，各地方法院頒佈禁售令。
2012年6月30日，美國加利福尼亞州聖荷西法院頒布Samsung Galaxy Tab 10.1、Samsung Galaxy Nexus兩樣三星電子製造的電子產品因侵犯蘋果電腦之專利禁止繼續在美國販售。針對此事件，三星在2011年11月時推出經過局部設計變更的改良版產品Galaxy Tab 10.1N，新版本擁有與面板高度不齊平的鋁製邊框，喇叭的位置也作了變動，避免整體造型印象太過接近iPad，而得以恢復上市。

## 圖集

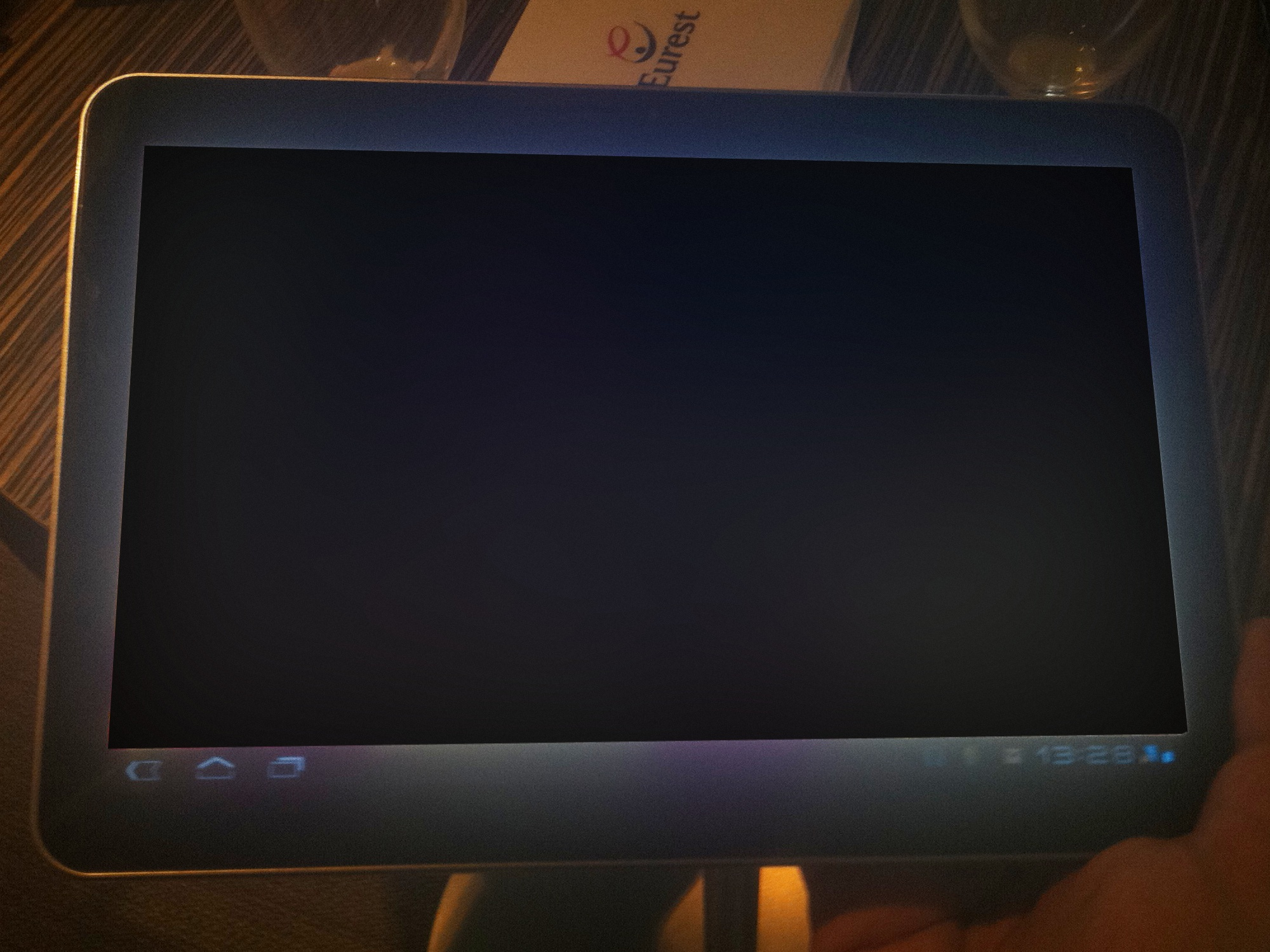
Samsung Galaxy Tab 10.1
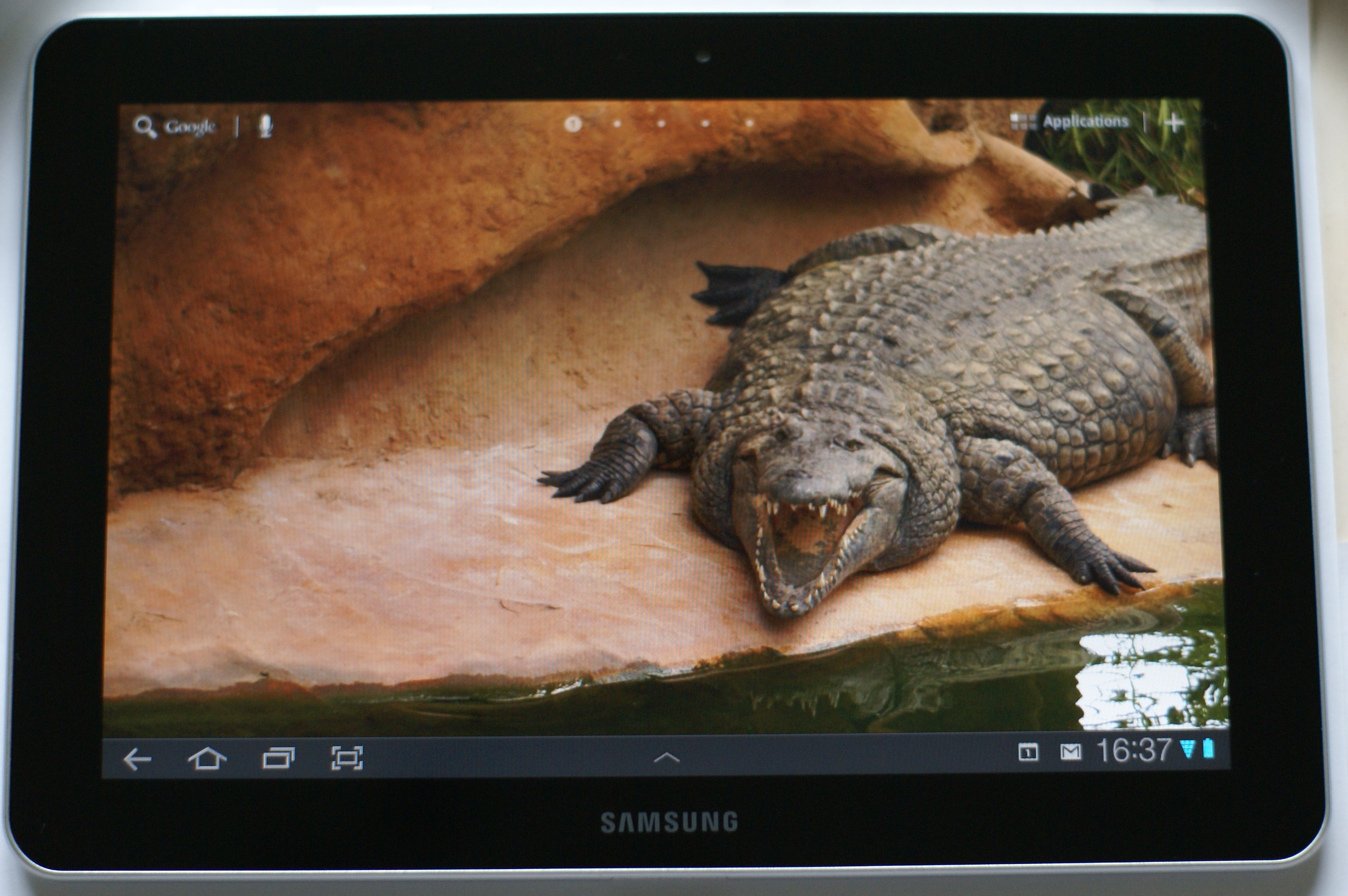
Samsung Galaxy Tab 10.1